# Mărăscu, Bacău
Mărăscu este un sat în comuna Horgești din județul Bacău, Moldova, România.